# Saison 4 de Heroes
Chronologie
Saison 3 Heroes Reborn
Cet article présente les dix-neuf épisodes de la quatrième saison du feuilleton télévisé américain Heroes.

## Liste des épisodes

### Épisode 1:Déboussolés
- États-Unis /  Canada : 21 septembre 2009 sur NBC / Global[1]
- Québec : 26 août 2010 sur AddikTV[2]
- France : 12 janvier 2011 sur Syfy Universal[3],[4]
- Suisse : 20 janvier 2011 sur TSR2[5]

- États-Unis : 6,27 millions de téléspectateurs[6] (première diffusion)

- Madeline Zima (Gretchen)
- Dawn Olivieri (Lydia)
- Jack Wallace (Arnold)
- Ray Park (Edgar)
- Rick Worthy (Mike)
- Elizabeth Lackey (Janice Parkman)
- Ashley Crow (Sandra Bennet)
- Saemi Nakamura (Kimiko Nakamura)
- Jimmy Jean-Louis (Le Haitien)

### Épisode 2:La Clé du temps
- États-Unis : 21 septembre 2009 sur NBC
- Québec : 2 septembre 2010 sur AddikTV
- France : 12 janvier 2011 sur Syfy Universal[4]
- Suisse : 20 janvier 2011 sur TSR2[5]

- États-Unis : 5,82 millions de téléspectateurs[7] (première diffusion)

- Madeline Zima (Gretchen)
- Dawn Olivieri (Lydia)
- Jack Wallace (Arnold)
- Ray Park (Edgar)
- Rick Worthy (Mike)
- Elizabeth Lackey (Janice Parkman)
- Ashley Crow (Sandra Bennet)
- Saemi Nakamura (Kimiko Nakamura)
- Jimmy Jean-Louis (Le Haitien)

### Épisode 3:Éveil des sens
- États-Unis : 28 septembre 2009 sur NBC
- Québec : 9 septembre 2010 sur AddikTV
- France : 12 janvier 2011 sur Syfy Universal[4]
- Suisse : 27 janvier 2011 sur TSR2[8]

- États-Unis : 5,82 millions de téléspectateurs[7] (première diffusion)

- Madeline Zima (Gretchen)
- Dawn Olivieri (Lydia)
- Louise Fletcher (Dr Coolidge)
- Rick Worthy (Mike)
- Deanne Bray (Emma Coolidge)

### Épisode 4:Connaître ses limites
- États-Unis : 5 octobre 2009 sur NBC
- Québec : 16 septembre 2010 sur AddikTV
- France : 19 janvier 2011 sur Syfy Universal[4]
- Suisse : 27 janvier 2011 sur TSR2[8]

- États-Unis : 5,41 millions de téléspectateurs[9] (première diffusion)

- Madeline Zima (Gretchen)
- Dawn Olivieri (Lydia)
- Bruce Boxleitner (Gouverneur Malden)
- Swoosie Kurtz (Millie)
- Ray Park (Edgar)

### Épisode 5:Aveuglés
- États-Unis : 12 octobre 2009 sur NBC
- Québec : 23 septembre 2010 sur AddikTV
- France : 19 janvier 2011 sur Syfy Universal[4]
- Suisse : 3 février 2011 sur TSR2[10]

- États-Unis : 5,64 millions de téléspectateurs[11] (première diffusion)

- Madeline Zima (Gretchen)
- Dawn Olivieri (Lydia)
- Louise Fletcher (Dr Coolidge)
- Jack Wallace (Arnold)
- Ernie Hudson (Capitaine Lubbock)
- Ray Park (Edgar)
- Deanne Bray (Emma Coolidge)
- Christine Adams (Dr. Madeline Gibson)
- Tessa Thompson (Rebecca Taylor)

### Épisode 6:Le Palais des glaces
- États-Unis : 19 octobre 2009 sur NBC
- Québec : 30 septembre 2010 sur AddikTV
- France : 19 janvier 2011 sur Syfy Universal[4]
- Suisse : 3 février 2011 sur TSR2[10]

- États-Unis : 5,67 millions de téléspectateurs[12] (première diffusion)

- Edward Gusts (Teddy)
- Harry Perry (Damien)
- Daryl Crittenden (Acteur)
- Madeline Zima (Gretchen)
- Dawn Olivieri (Lydia)
- Ellen Greene (Virginia Grey)
- Ernie Hudson (Capitaine Lubbock)
- Ray Park (Edgar)
- Deanne Bray (Emma Coolidge)
- Mark L. Young (Jeremy Greer)

### Épisode 7:Étrange Attraction
- États-Unis : 26 octobre 2009 sur NBC
- Québec : 7 octobre 2010 sur AddikTV
- France : 26 janvier 2011 sur Syfy Universal[4]
- Suisse : 10 février 2011 sur TSR2[13]

- États-Unis : 5,86 millions de téléspectateurs[14] (première diffusion)

- Elisabeth Röhm (Lauren Gilmore)
- Madeline Zima (Gretchen)
- Dawn Olivieri (Lydia)
- Raphael Sbarge (Sheriff Werner)
- Rick Worthy (Mike)
- Elizabeth Lackey (Janice Parkman)
- Danica Stewart (Ashley)
- Tessa Thompson (Rebecca Taylor)
- Mark L. Young (Jeremy Greer)
- Candice Patton (Olivia)

### Épisode 8:Pour l'amour de Charlie
- États-Unis : 2 novembre 2009 sur NBC
- Québec : 14 octobre 2010 sur AddikTV
- France : 26 janvier 2011 sur Syfy Universal[4]
- Suisse : 10 février 2011 sur TSR2[13]

- États-Unis : 6,18 millions de téléspectateurs[15] (première diffusion)

- Jayma Mays (Charlie)
- Madeline Zima (Gretchen)
- Dawn Olivieri (Lydia)
- Elisabeth Röhm (Lauren Gilmore)
- Danielle Savre (Jackie Wilcox)
- Sally Champlin (Lynette)
- Santiago Cabrera (Isaac Mendez)

### Épisode 9:Les Fantômes du passé
- États-Unis : 9 novembre 2009 sur NBC
- Québec : 21 octobre 2010 sur AddikTV
- France : 26 janvier 2011 sur Syfy Universal[4]
- Suisse : 17 février 2011 sur TSR1[16]

- États-Unis : 5,35 millions de téléspectateurs[17] (première diffusion)

- Everett Kelsey (Père de Becky)
- Zoe Bolden (Becky à 5 ans)
- Jarvis W. George (Patrick)
- Franco Vega (Officier de police)
- Ameenah Kaplan (Agent de police de l'aéroport)
- Christopher Mann (Officier de police de l'aéroport)
- Jason Konopisos (Sécurité de l'aéroport)
- Doug Haley (Jeune Joseph)
- Madeline Zima (Gretchen)
- Dawn Olivieri (Lydia)
- Deanne Bray (Emma Coolidge)
- Danica Stewart (Ashley)
- Sally Champlin (Lynette)
- Jimmy Jean-Louis (Le Haitien)
- Tessa Thompson (Rebecca Taylor)
- Candice Patton (Olivia)

### Épisode 10:Perte de contrôle
- États-Unis : 16 novembre 2009 sur NBC
- Québec : 28 octobre 2010 sur AddikTV
- France : 2 février 2011 sur Syfy Universal[4]
- Suisse : 17 février 2011 sur TSR1[16]

- États-Unis : 5,07 millions de téléspectateurs[18] (première diffusion)

- Dawn-Lyen Gardner (Elizabeth)
- Heather Ankeny (Beth)
- Aleene Khoury (Etudiante)
- Benjamin Fitch (Ramsey)
- Andrew Connolly (Joseph Sullivan)
- Ravi Kapoor (Jeune Chandra Suresh)
- Elisabeth Röhm (Lauren Gilmore)
- Madeline Zima (Gretchen)
- Dawn Olivieri (Lydia)
- Jimmy Jean-Louis (Le Haitien)
- Kavi Ladnier (Mira Shenoy)

### Épisode 11:Réunions de famille
- États-Unis : 23 novembre 2009 sur NBC
- Québec : 4 novembre 2010 sur AddikTV
- France : 2 février 2011 sur Syfy Universal[4]
- Suisse : 24 février 2011 sur TSR1[19]

- États-Unis : 5,17 millions de téléspectateurs[20] (première diffusion)

- Andrew Connolly (Joseph Sullivan)
- Ravi Kapoor (Jeune Chandra Suresh)
- Harry Perry (Damien)
- Elisabeth Röhm (Lauren Gilmore)
- Madeline Zima (Gretchen)
- Dawn Olivieri (Lydia)
- Ray Park (Edgar)
- Hank Stratton (Doug)
- Sasha Pieterse (Amanda)
- Ashley Crow (Sandra Bennet)

### Épisode 12:La Cinquième Étape du deuil
- États-Unis : 30 novembre 2009 sur NBC
- Québec : 11 novembre 2010 sur AddikTV
- France : 2 février 2011 sur Syfy Universal[4]
- Suisse : 24 février 2011 sur TSR1[19]

- États-Unis : 5,90 millions de téléspectateurs[21] (première diffusion)

- Todd Stashwick (Eli)
- Madeline Zima (Gretchen)
- Dawn Olivieri (Lydia)
- David H. Lawrence (Eric Doyle)
- Sasha Pieterse (Amanda)
- Jimmy Jean-Louis (Le Haitien)

### Épisode 13:La Première Pierre
- États-Unis : 4 janvier 2010 sur NBC
- Québec : 18 novembre 2010 sur AddikTV
- France : 9 février 2011 sur Syfy Universal[4]
- Suisse : 3 mars 2011 sur TSR1[10]

- États-Unis : 5,30 millions de téléspectateurs[22] (première diffusion)

- Elisabeth Röhm (Lauren Gilmore)
- Madeline Zima (Gretchen)
- Dawn Olivieri (Lydia)
- David H. Lawrence (Eric Doyle)
- Deanne Bray (Emma Coolidge)
- Sasha Pieterse (Amanda)
- Todd Stashwick (Eli)
- Saemi Nakamura (Kimiko Nakamura)
- Adam Lazarre-White (Ian Michaels)

### Épisode 14:Le Temps des larmes
- États-Unis : 4 janvier 2010 sur NBC
- Québec : 25 novembre 2010 sur AddikTV
- France : 9 février 2011 sur Syfy Universal[4]
- Suisse : 3 mars 2011 sur TSR1[10]

- États-Unis : 4,57 millions de téléspectateurs[22] (première diffusion)

- Dawn-Lyen Gardner (Elizabeth)
- Justin Evans (II) (Simon Petrelli)
- Jackson Wurth (Monty Petrelli)
- Cary Y. Mizobe (Mr. Nozawa)
- Kelli Kirkland (Wendy)
- Christopher May (Adam)
- Sean Carrigan (Officier de police)
- Elisabeth Röhm (Lauren Gilmore)
- Madeline Zima (Gretchen)
- Dawn Olivieri (Lydia)
- Ray Park (Edgar)

### Épisode 15:La Joueuse de violoncelle
- États-Unis : 11 janvier 2010 sur NBC
- Québec : 2 décembre 2010 sur AddikTV
- France : 9 février 2011 sur Syfy Universal[4]
- Suisse : 10 mars 2011 sur TSR1[23]

- États-Unis : 4,71 millions de téléspectateurs[24] (première diffusion)

- Elisabeth Röhm (Lauren Gilmore)
- John Gerbin (Burly Orderly)
- Madeline Zima (Gretchen)
- Dawn Olivieri (Lydia)
- Kate Vernon (Vanessa Wheeler)
- Elizabeth Lackey (Janice Parkman)
- Deanne Bray (Emma Coolidge)
- Sasha Pieterse (Amanda)
- Todd Stashwick (Eli)

### Épisode 16:La Maison de ses rêves
- États-Unis : 18 janvier 2010 sur NBC
- Québec : 9 décembre 2010 sur AddikTV
- France : 16 février 2011 sur Syfy Universal[4]
- Suisse : 10 mars 2011 sur TSR1[23]

- États-Unis : 3,93 millions de téléspectateurs[25] (première diffusion)

- Elisabeth Röhm (Lauren Gilmore)
- Madeline Zima (Gretchen)
- Dawn Olivieri (Lydia)
- George Takei (Kaito Nakamura)
- Tamlyn Tomita (Mère d'Hiro)
- David Anders (Adam Monroe)
- Danielle Savre (la cheerleader)
- Kate Vernon (Vanessa Wheeler)
- Elizabeth Lackey (Janice Parkman)
- Sasha Pieterse (Amanda)
- Sally Champlin (Lynette)

### Épisode 17:Tout n'est qu'une illusion
- États-Unis : 25 janvier 2010 sur NBC
- Québec : 16 décembre 2010 sur AddikTV
- France : 16 février 2011 sur Syfy Universal[4]
- Suisse : 17 mars 2011 sur TSR1[26]

- États-Unis : 4,29 millions de téléspectateurs[27] (première diffusion)

- Madeline Zima (Gretchen)
- Elisabeth Röhm (Lauren Gilmore)
- Todd Stashwick (Eli)
- Dawn Olivieri (Lydia)
- Harry Perry (Damien)
- David H. Lawrence (Eric Doyle)
- Ray Park (Edgar)
- Elizabeth Lackey (Janice Parkman)
- Deanne Bray (Emma Coolidge)

### Épisode 18:Le Mur
- États-Unis : 1er février 2010 sur NBC
- Québec : 23 décembre 2010 sur AddikTV
- France : 23 février 2011 sur Syfy Universal
- Suisse : 17 mars 2011 sur TSR1[26]

- États-Unis : 4,40 millions de téléspectateurs[28] (première diffusion)

- Eric Roberts (Eric Thompson, Sr.)
- Madeline Zima (Gretchen)
- Todd Stashwick (Eli)
- Ashley Crow (Sandra Bennet)
- Harry Perry (Damien)
- Deanne Bray (Emma Coolidge)
- Jimmy Jean-Louis (Le Haitien)

### Épisode 19:Le Meilleur des mondes
Pour les articles homonymes, voir Brave New World.
- États-Unis : 8 février 2010 sur NBC
- Québec : 30 décembre 2010 sur AddikTV
- France : 23 février 2011 sur Syfy Universal
- Suisse : 24 mars 2011sur TSR1

- États-Unis : 4,41 millions de téléspectateurs[29] (première diffusion)

- Elisabeth Röhm (Lauren Gilmore)
- Todd Stashwick (Eli)
- Harry Perry (Damien)
- David H. Lawrence (Eric Doyle)
- Ray Park (Edgar)
- Deanne Bray (Emma Coolidge)
- Adam Lazarre-White (Ian Michaels)

Hiro fait face aux conséquences de ses actes lorsqu'il retrouve Charlie. Claire et Noah, emprisonnés sous terre, sont secourus par Lauren et Tracy. Peter, Matt et Sylar affrontent Eli. Plus tard, Hiro, Ando, Claire, Noah, Peter et Sylar se retrouvent à New York et affrontent Samuel…